# Capilla Real de San Pedro ad Vincula

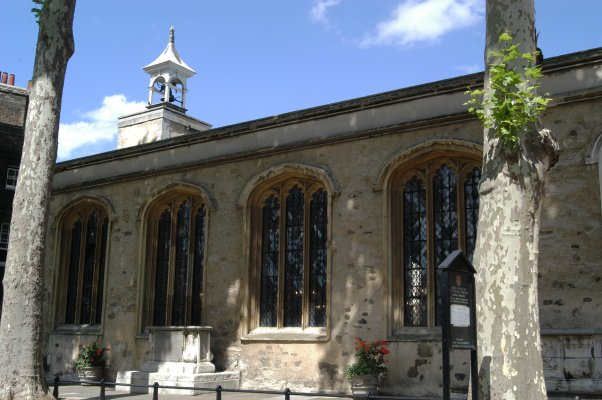
Capilla de San Pedro ad Vincula, vista desde la plaza de ejecuciones situada en el prado de la Torre (Tower Green)

Para otras iglesias de este nombre, ver San Pedro ad Vincula.
La Capilla Real de San Pedro ad Vincula (San Pedro Encadenado) es la iglesia parroquial de la Torre de Londres. Se encuentra situada en el patio interior de la Torre y data de 1520. La capilla está clasificada como Royal Peculiar. Su nombre se refiere al encarcelamiento de San Pedro en Jerusalén durante el reinado de Herodes Agripa. La Iglesia es conocida por ser el lugar de enterramiento de algunos de los más famosos prisioneros ejecutados en la Torre de Londres, entre ellos Ana Bolena, Catalina Howard, Juana I, Thomas Cromwell, Tomás Moro y Juan Fisher.
En su extremo oeste cuenta con una torre baja, coronada por un campanario en forma de linterna. La iglesia se compone de una nave principal y  otra nave lateral en el costado norte de la misma anchura, aunque más corta. La iglesia está iluminada por ventanas de arco achatado, lobuladas y sin tracería, diseño típico de la arquitectura Tudor. Las dos naves están separadas por cuatro arcos.

## Historia
En el lugar donde se levanta la iglesia había una capilla anterior a la conquista normanda de Inglaterra, y hay constancia de que Enrique III ordenó repararla en 1240, incorporándola al recinto de la torre. Su hijo, Eduardo I, mandó derruirla y edificar una segunda capilla en su lugar, más pequeña, en 1286. La iglesia original quedó prácticamente destruida por un incendio en 1512. En 1519-1520, siendo teniente de la torre Richard Cholmondeley, se reconstruyó la capilla por orden del rey Enrique VIII, dándole su aspecto actual.

### Parroquia de la Torre de Londres
San Pedro ad Vincula era la iglesia de la zona extraparroquial de Tower Within, perteneciente a la liberty de la Torre de Londres. Las zonas extraparroquiales fueron eliminadas en el siglo XIX, y en 1859, el área se convirtió en parroquia civil en aplicación de la Ley de Lugares Extraparroquiales de 1857. La liberty de la Torre de Londres se disolvió en 1894, y en 1901 la parroquia fue absorbida por la de Saint Botolph without Aldgate.

## Enterramientos y monumentos
En la iglesia hay numerosos monumentos. En la esquina noroeste se puede ver un memorial a John Holland, duque de Exeter, condestable de la torre que murió en 1447. Bajo la arcada central yace la efigie de sir Richard Cholmondeley, teniente de la torre fallecido en 1521. En el santuario hay un monumento a sir Richard Blount, fallecido en 1564 y enterrado en la iglesia, y a su hijo, sir Michael Blount, muerto en 1610. Ambos fueron tenientes de la Torre. La iglesia cuenta con un órgano del siglo XVII decorado con tallas de Grinling Gibbons.
La capilla es quizás más conocida por ser el lugar de enterramiento de algunos de los más famosos prisioneros de la Torre, entre ellos dos reinas consortes: Ana Bolena y Catalina Howard, 2ª y 5ª esposas respectivamente de Enrique VIII, así como una reina por "derecho propio": Juana I, que reinó durante nueve días en 1553. Jorge Bolena, hermano de Ana, también fue enterrado en la iglesia tras ser ejecutado en 1536, al igual que Edmund Dudley y Richard Empson, recaudadores de impuestos de Enrique VII, ejecutados por alta traición en 1510, y Guilford Dudley, esposo de Juana Grey, ejecutado en el campo de la Torre en 1554. También fueron enterrados en la capilla Tomás Moro y Juan Fisher, que se enfrentaron a Enrique VIII, y fueron canonizados como mártires de la Iglesia católica. Otro santo católico enterrado en la capilla es Philip Howard, XX conde de Arundel, que murió de disentería en la Torre, donde había sido encarcelado por orden de Isabel I por negarse a abandonar el catolicismo. Sus restos fueron posteriormente trasladados a Arundel. Otros prisioneros ejecutados y después enterrados en la capilla fueron: Thomas Cromwell (1540), ministro de Enrique VIII; la beata Margarita Pole (1541), VIII condesa de Salisbury, madre de Reginald Pole, último arzobispo católico de Canterbury; Edward Seymour (1552); John Dudley y John Gates, ejecutados por su participación en la crisis sucesoria de 1553 James Scott fue enterrado bajo el altar (1685).
En el altar del muro oeste hay una lista de «personas importantes» que fueron enterradas en la capilla entre 1534 y 1747. Thomas Macaulay homenajeó a los enterrados en la capilla en su «Historia de Inglaterra» de 1848: «En verdad no existe un lugar más triste en la tierra que ese pequeño cementerio. Ahí la muerte se asocia, no como en la abadía de Westminster y San Pablo, con el genio y la virtud, con la veneración pública y el renombre imperecedero; no como en nuestras iglesias y cementerios más humildes, con lo más hermoso de la caridad social y doméstica, sino con lo más oscuro de la naturaleza humana y del destino humano, con el triunfo salvaje de enemigos implacables, con la inconstancia, la ingratitud, la cobardía de los amigos, con todas las miserias de la grandeza caída en desgracia y de la fama arruinada. Hacia allá fueron llevadas, en sucesivas épocas, por las rudas manos de los carceleros, sin un solo doliente que las acompañase, las sangrantes reliquias de hombres que fueron capitanes de ejércitos, líderes de partidos, oráculos de senados y ornamento de tribunales».

## Capilla Real
La iglesia es Capilla Real, y el sacerdote responsable del culto es el capellán de la Torre, un canónigo perteneciente a la Casa Eclesiástica de la reina. La canonjía fue abolida en 1685 y reinstaurada en 2012.